# Noccaea dacica
Noccaea dacica är en korsblommig växtart som först beskrevs av János Johann A. Heuffel, och fick sitt nu gällande namn av Friedrich Karl Meyer. Noccaea dacica ingår i släktet backskärvfrön, och familjen korsblommiga växter.

## Underarter
Arten delas in i följande underarter:
- N. d. dacica
- N. d. montenegrina